# Stadtbefestigung Nienburg

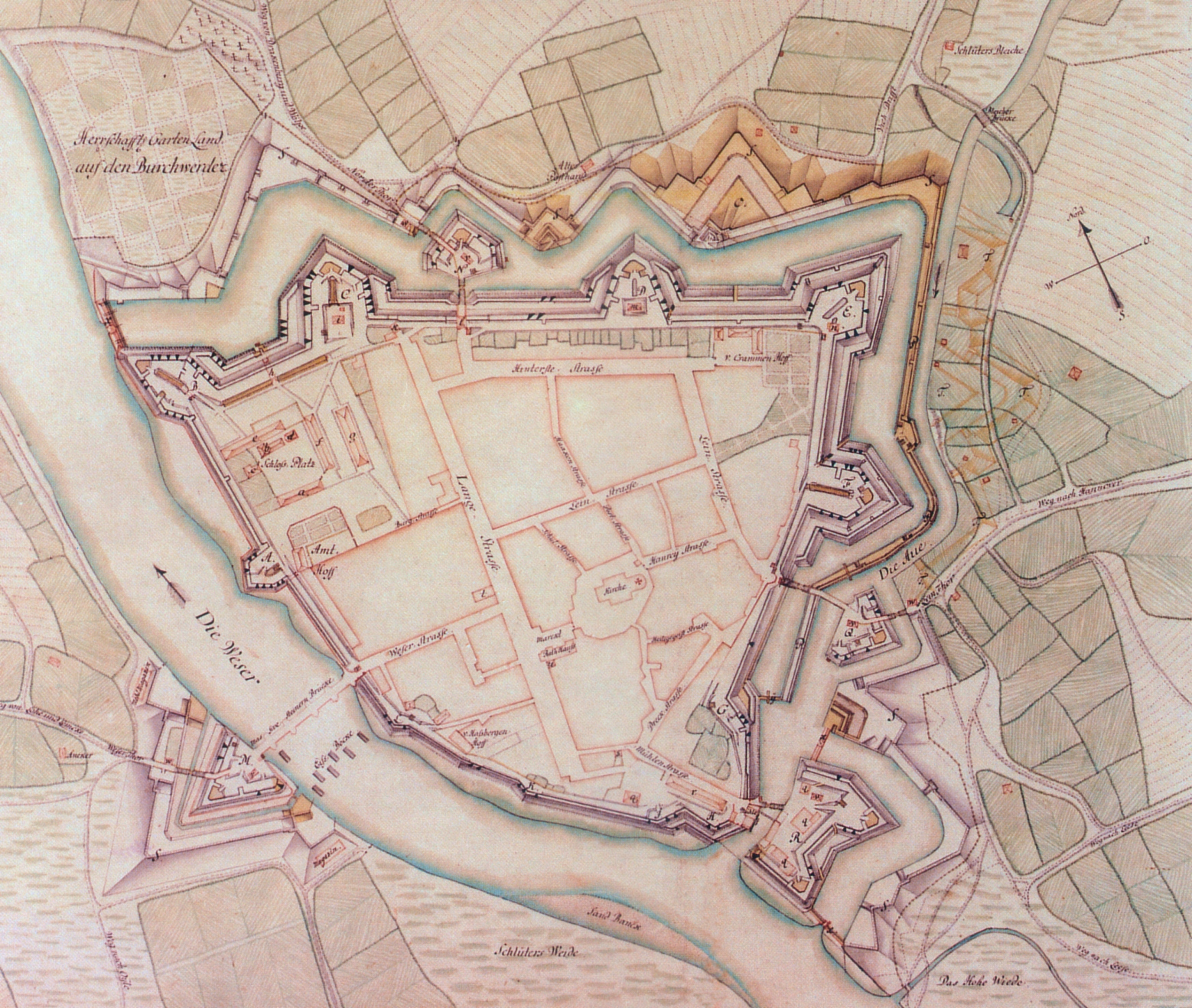
Lageplan der Festung Nienburg um 1736

Die Stadtbefestigung Nienburg war ein System von Verteidigungsanlagen der Stadt Nienburg/Weser, das sie vom Mittelalter bis Anfang des 19. Jahrhunderts vor Angriffen schützte. Dazu gehörten eine mittelalterliche Stadtmauer mit Stadttoren sowie Wälle und Wassergräben. Einbezogen in die Befestigungsanlage war die von den Grafen von Hoya als Wasserburg erbaute Nienburg, die später zum Schloss Nienburg umgestaltet wurde. Im 17. Jahrhundert wurde Nienburg zu einer Bastionärsbefestigung ausgebaut und in eine Landesfestung des Fürstentums Lüneburg und späteren Kurfürstentums Hannover umgewandelt. In den napoleonischen Kriegen ging die Festung im Jahr 1806 an französische Truppen über und wurde auf Napoleons Befehl geschleift. Hauptsächliche Überbleibsel der Festungsanlagen sind Wälle, Wasserläufe sowie Reste von Stein- und Erdwerken.

## Lage
Nienburg entstand am Kreuzungspunkt von zwei alten Handelsstraßen. Eine Straße durchquerte eine Furt der Weser und verband Westfalen mit der Stadt Lüneburg. Eine weitere Straße entlang der Weser verband Bremen mit dem Tal der Leine. Für die Anlage eines befestigten Ortes wirkte sich die Stelle am Meerbach (Steinhuder Meerbach) und der Weser günstig aus. Die Flussläufe im Westen und Süden reduzierten den Aufbau einer Stadtbefestigung; durch die Gewässer bestand im Westen und Süden ein natürlicher Schutz. Durch den Verlauf des Meerbaches entstand ein Dreieck mit lediglich einer ungeschützten Seite im Nordosten. Hier ist in den Anfängen Nienburgs ein Verteidigungssystem aus einem palisadenbestandenen Wall mit Graben anzunehmen. Im weiteren Umfeld schränkten im Nordosten Moorgebiete, wie das Krähenmoor und das Lichtenmoor, eine ungehinderte Annäherung ein.

## Mittelalterliche Stadtbefestigung

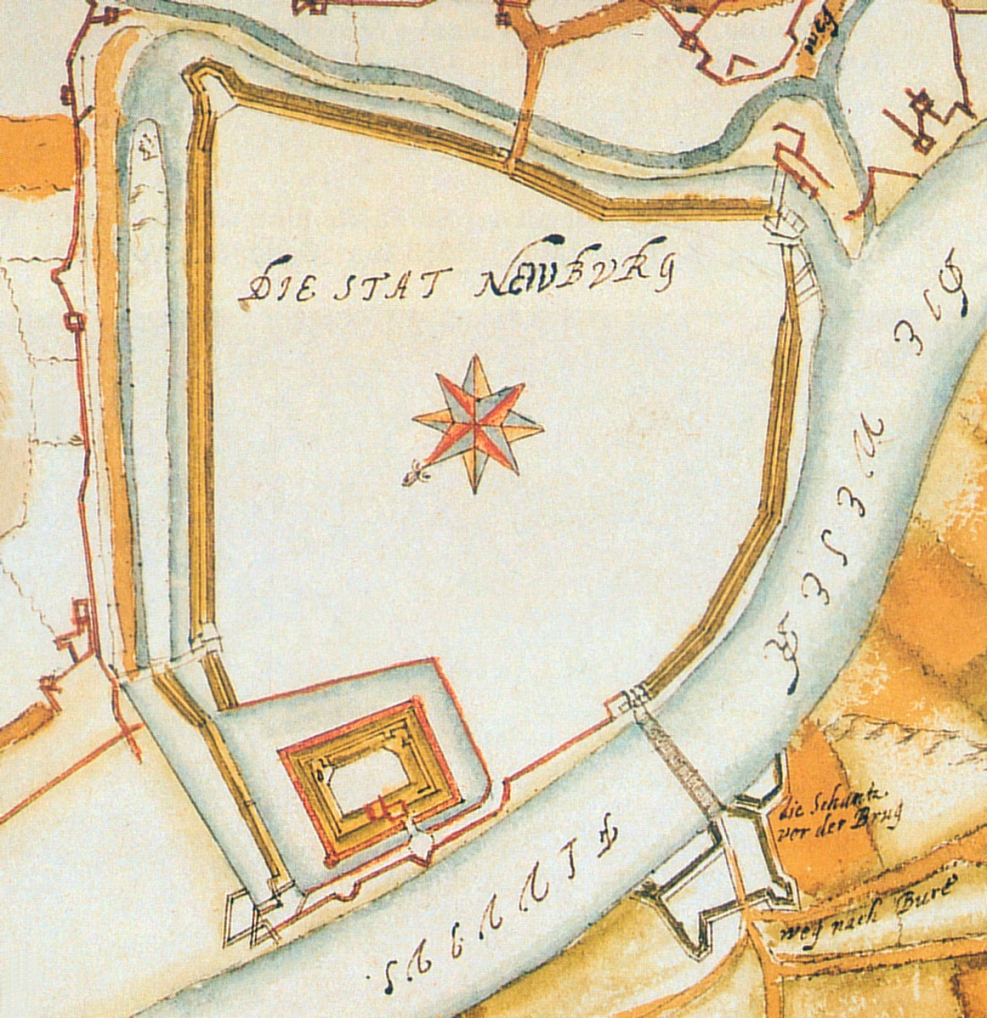
Älteste Kartendarstellung von Nienburg von 1627 vor dem Ausbau zur Festung, noch mit mittelalterlicher Stadtmauer, unten links Schloss Nienburg

Die Entstehung einer Stadtbefestigung in Nienburg wird gegen Ende des 13. Jahrhunderts angenommen. Grund könnte die Einnahme der Stadt durch den Mindener Bischof Volquin als Folge einer Auseinandersetzung mit Otto II. von Hoya gewesen sein.
Es gibt die Vermutung, dass Nienburg schon früh über eine Stadtbefestigung verfügte. Sie beruht auf einer Darstellung einer Mauer mit Zinnen und einem Tor sowie drei Türmen auf einem Siegel aus der Zeit zwischen 1215 und 1235. Es bestehen aber Zweifel an einer so frühen Befestigung durch Steinmauern, da bedeutsame norddeutsche Städte erst später im 13. Jahrhundert eine Stadtmauer erhielten. Daher wird angenommen, dass die Darstellung auf dem Nienburger Siegel lediglich auf die Verleihung des Stadtrechts hinweist.
Von der mittelalterlichen Stadtbefestigung in Nienburg haben sich keine oberirdisch sichtbaren Reste erhalten. Heute werden im Boden noch vorhandene Überreste vermutet, zu deren Feststellung jedoch archäologische Ausgrabungen erforderlich sind. Da zur Befestigung von Nienburg aus der Zeit des Mittelalters keine schriftlichen Quellen vorhanden sind, sind über ihre Art und Ausführung nachträglich nur Spekulationen möglich. Den einzigen Hinweis auf das Bestehen einer mittelalterlichen Stadtmauer gibt eine Karte von 1634. Darauf ist eine dem Stadtwall vorgelagerten Mauer erkennbar, die um die Stadt herumführt. Die Karte zeigt mit dem Norder-, dem Weser-, dem Mühlen- und dem Leintor vier Stadttore auf, die als Tortürme noch dem Mittelalter entstammen könnten. Die Aufsicht über die Stadttore führten Wächter, die über den Toren wohnten.
Innerhalb der Stadtbefestigung lag an der Weser eine von den Grafen von Hoya erbaute Wasserburg, die später zum Schloss Nienburg wurde. Sie wurde bei Belagerungen von Nienburg im Dreißigjährigen Krieg teilweise zerstört und nach dem Krieg vollständig abgerissen. Einziger Überrest ist der in der ersten Hälfte des 16. Jahrhunderts entstandene Stockturm.

## Neuzeitliche Festung

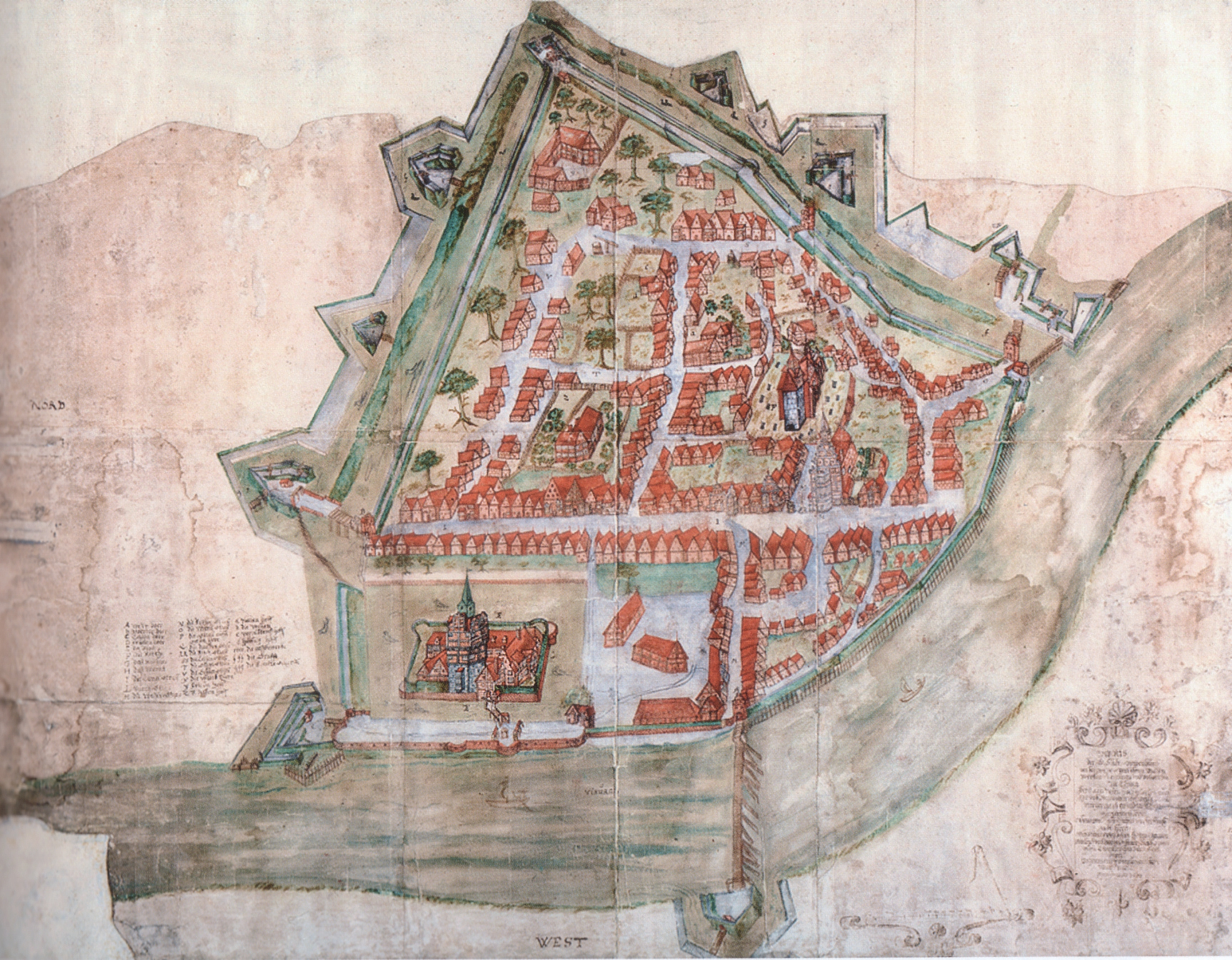
Plan von Nienburg im Jahre 1634 mit dem Schloss Nienburg, unten

Kurz nach Ausbruch des Dreißigjährigen Krieges 1618 gab es Überlegungen zur Verstärkung der Befestigungsanlagen. 1621 stellte der Obrist und Landdrost der Grafschaft Diepholz Cordt Plato fest, dass sich die Verteidigungsanlagen in einem schlechten Zustand befanden. Er hielt eine Reparatur der Brustwehr und die Verstärkung der Befestigung an der Weserseite mit Palisaden für notwendig. 1622 ordnete Herzog Christian von Lüneburg die Verstärkung der Wachen an den Toren und auf den Wällen sowie eine halbjährige Verproviantierung der Stadt an. 1622 wurde die Bewaffnung der Wälle mit 13 Kanonen verstärkt.

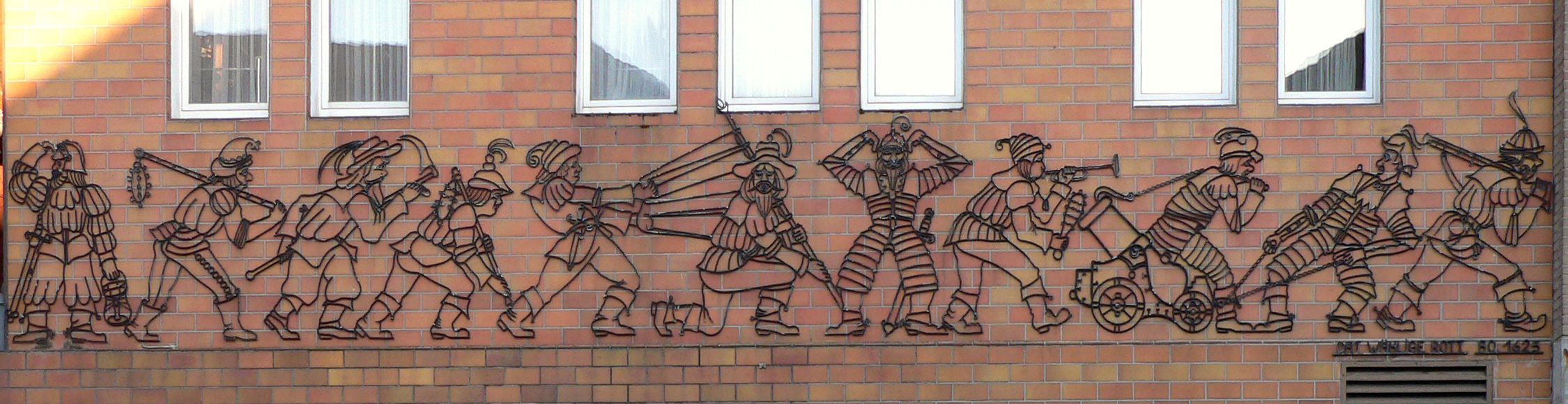
Ausfall des wähligen Rott 1625 als Darstellung an einem Gebäude in Nienburg

1625 kam es zur Einquartierung dänischer Truppen mit 3.000 Mann in Nienburg, nachdem König Christian IV. von Dänemark zum Obersten des niedersächsischen Reichskreises gewählt wurde. Seine Gegner in Form der Katholischen Liga hatten zuvor die Festung Hameln erfolgreich belagert. Von dort zogen die Ligisten 1625 mit einem Heer von 40.000 Mann unter ihrem Feldherrn Tilly weiter nach Nienburg, wo sie zunächst die Burg Wölpe und einige von den Dänen angelegte äußere Schanzen einnahmen. Nachdem Nienburg von einem dänischen Entsatzheer Unterstützung erhalten hatte, zog Tilly nach einmonatiger Belagerung wieder ab. Über den Anlass des Abzugs gibt es eine Sage. Demnach soll eine kleine Truppe (wähliges Rott) durch einen Ausfall einen Scheinangriff vorgenommen und dabei Tillys Fahne erbeutet haben. Das Ausziehen des wähligen Rott ist heute an der Fassade eines Gebäudes in der Innenstadt von Nienburg dargestellt.
1627 belagerte die Katholische Liga erneut Nienburg und die Dänen gaben die Stadt auf, nachdem die Pest ausgebrochen war. Die Ligisten setzten sich in Nienburg fest und wurden erst 1635 durch Truppen von Herzog Georg von Calenberg vertrieben.
1639 besetzten schwedische Truppen Nienburg ein und blieben bis 1650. In dieser Zeit erfolgte der grundlegende Ausbau von Nienburg zur Festung in bastionärer Manier, wahrscheinlich durch Erik Dahlberg als dem bedeutendsten schwedischen Festungsbaumeister des 17. Jahrhunderts. Er dokumentierte in zahlreichen Plänen den baulichen Zustand der Anlagen. Die Baumaßnahmen unter der schwedischen Besetzung trieben den Ausbauzustand der Festung stark voran. So entstanden spitzwinklige Bastionen, deren Flanken rechtwinklig an Kurtinen angeschlossen waren, wie die
- Bastion Christian Ludwig

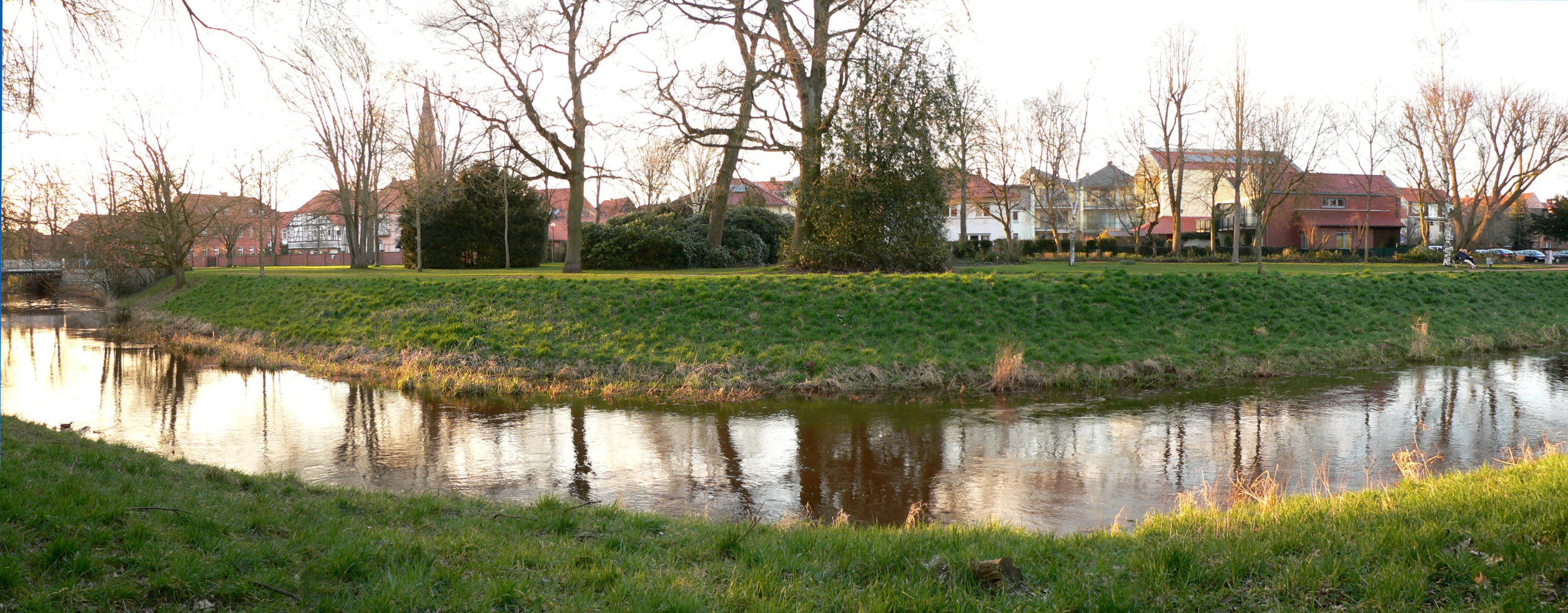
Gelände der früheren Bastion Scharfes Eck am zum Festungsgraben ausgebauten Meerbach

- Bastion Georg Wilhelm, auch Kuhschanze
- Maibaumbastion
- Laboratoriumsbastion
- Holzhofsbastion
- Pulvergewölbebastion
- Bastion Scharfes Eck
- Mühlenbastion
- Mühlenbarackenbastion

Die Ravelins trugen die Bezeichnungen:
- Nordertorravelin
- Leintorravelin
- Wesertorravelin

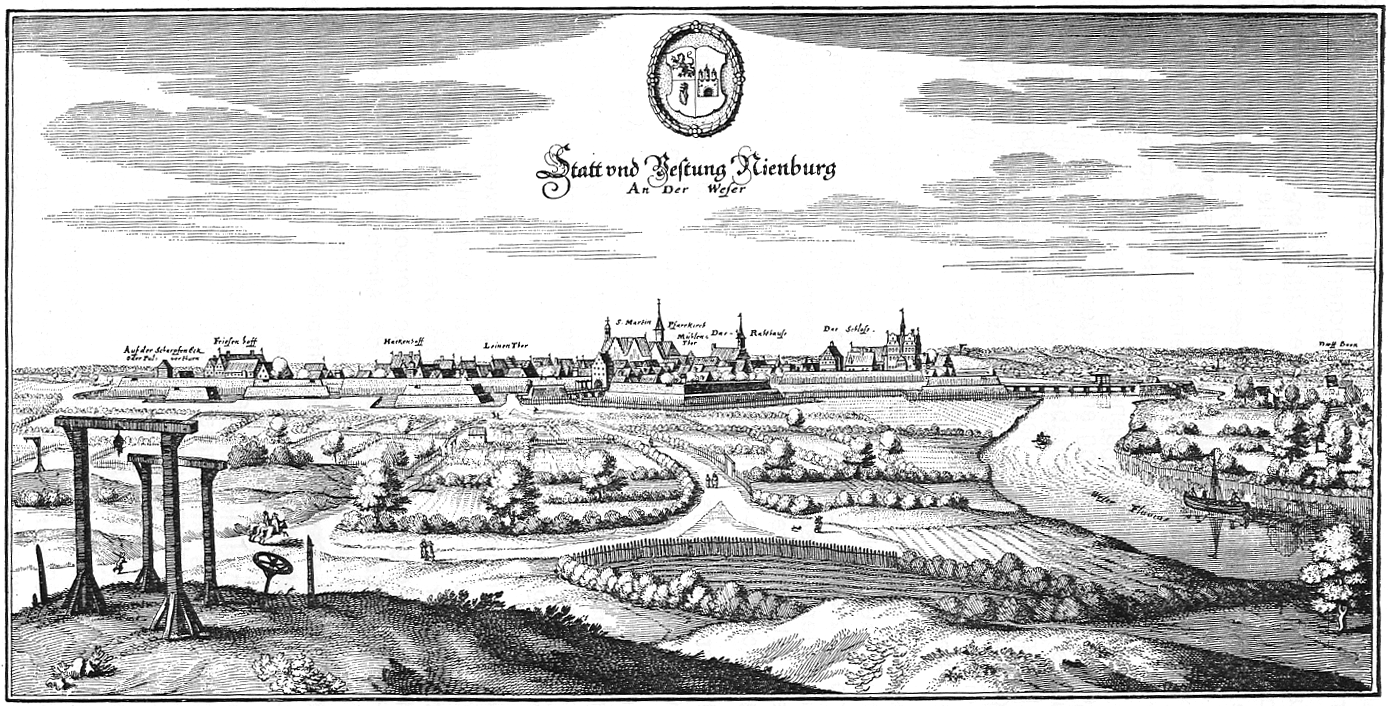
Nienburg an der Weser mit der Stadtbefestigung auf einem Merian-Stich von 1654

Außerdem entstanden ein Horn- und ein Kronwerk. Der Wassergraben wurde beibehalten. In Teilbereichen erfolgte die Anlage eines Fausse-Braie, was auf eine Ausrichtung auf die niederländische Festungsmanier deutet.
Den Zustand der Festung gegen Ende des Dreißigjährigen Krieges dokumentiert ein Merian-Stich nach der Vorlage des Zeichners Wenzel Hollar aus der Zeit um 1647. Aufgrund der ungenauen Darstellung der Weserseite im Bereich des Schlosses und der Mühlen an der Mündung des Meerbaches herrschen Zweifel an der Verlässlichkeit der Abbildung. Ein weiterer Merian-Stich nach der Vorlage des Zeichners Konrad Bruno von 1654 erscheint dagegen authentischer, da seine Details mit dem Plan des schwedischen Festungsbaumeisters Erik Dahlberg übereinstimmen.

### Landesfestung
Nach Ende des Dreißigjährigen Krieges wurde Nienburg Mitte des 17. Jahrhunderts wegen seiner strategisch günstigen Lage an einem Weserübergang vom Fürstentum Lüneburg zur Landesfestung ausgebaut. Dies entsprach einem im Jahr 1654 auf dem Reichstag in Regensburg gefassten Beschluss, die Unterhaltung der Festungen den Landständen zu unterstellen. Die Befestigungsanlagen dienten dann nicht mehr ausschließlich der Sicherung der Stadt, sondern wurden unter landesherrschaftlicher Leitung durch Herzog Christian Ludwig ausgebaut. Die Baumaßnahmen setzten verstärkt ab 1655 ein, was sich mit Hilfe eines Lageplans aus dem Jahre 1662 rekonstruieren lässt.
Von den Baumaßnahmen der 1650er und 1660er Jahre zeugen zwei Steine mit Inschriften, die sich am früheren Festungsmauerwerk an der Mündung des Meerbachs in die Weser finden. An einer Gewässerseite des Meerbachs befindet sich in Höhe eines Gastronomiebetriebes ein Stein mit der Inschrift Von Gottes Gnaden Christian Ludewig Hertzog zu Braunschweig und Lüneburg Anno Christi 1657. Auf der gegenüberliegenden Gewässerseite ist ein gleichlautender Stein in die Mauer eingelassen, der die Jahreszahl 1659 trägt. Der Abschluss der Ausbauarbeiten ist nicht überliefert, wird aber im Jahre 1662 vermutet, da ein an der Bastion Christian-Ludwig eingelassener Initialenstein diese Jahreszahl trägt.

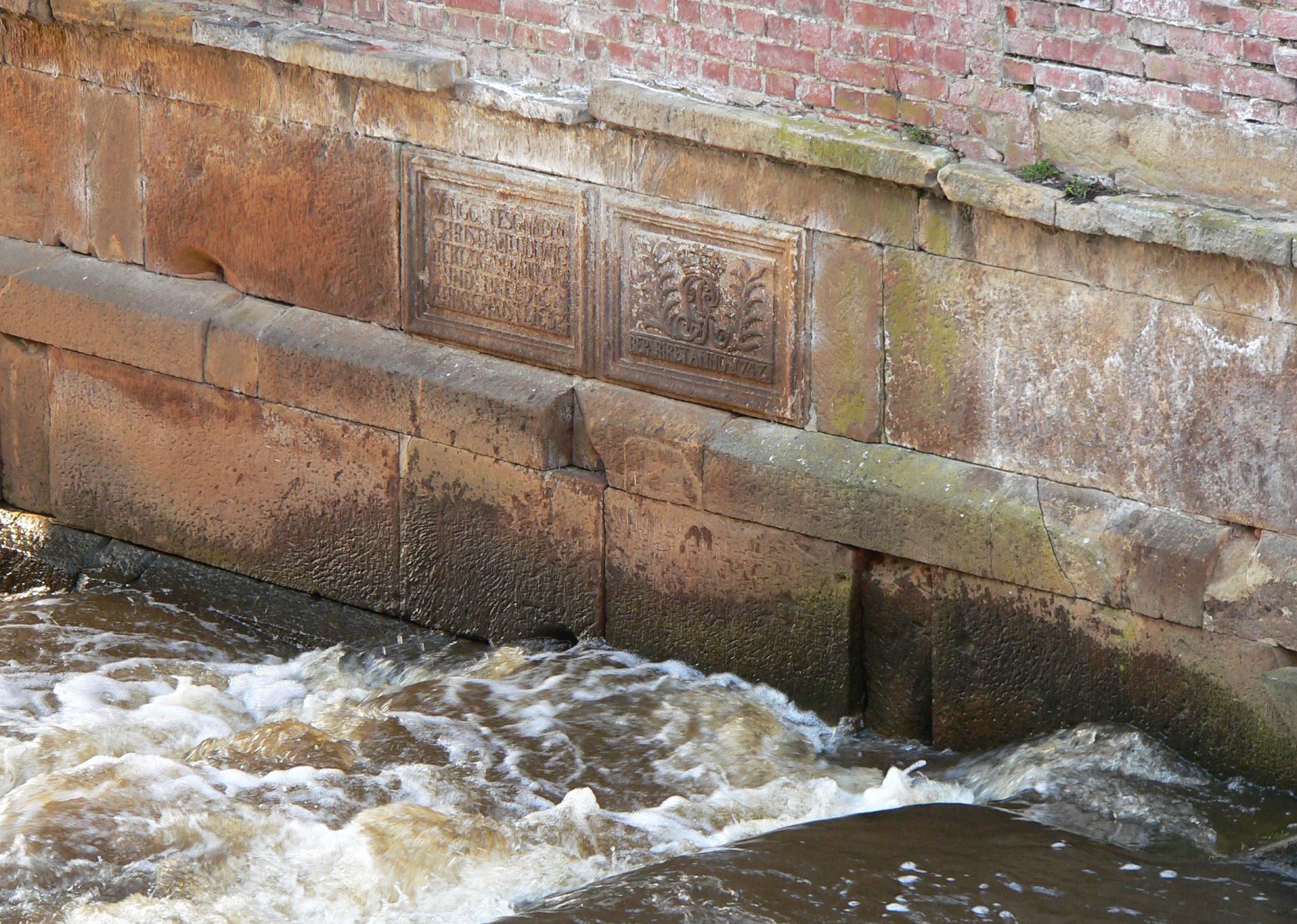
Beschriftete Steine am Meerbach für Herzog Christian Ludewig mit der Jahreszahl 1657 und für eine Reparatur von 1747
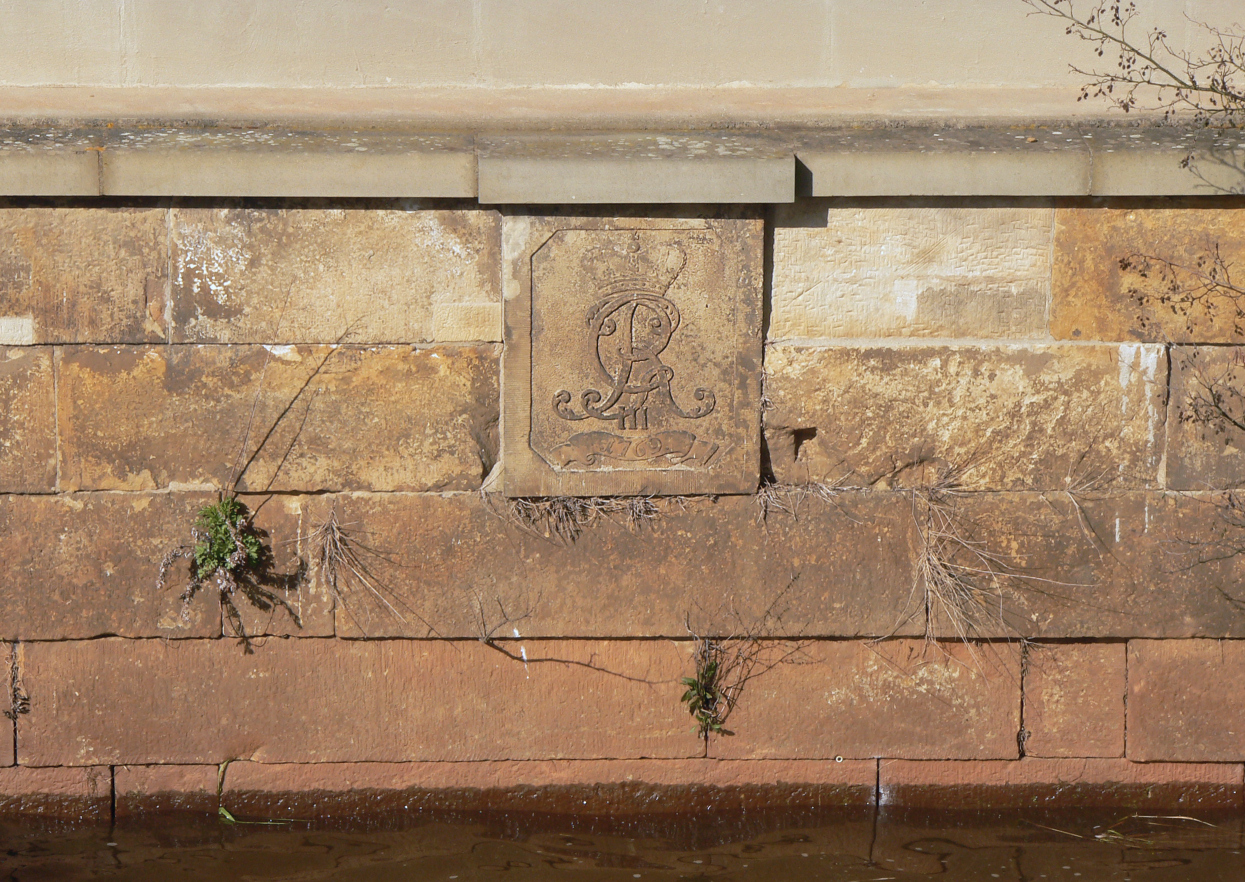
Stein am Meerbach mit den Initialen „G R“ für Georg Rex und der Jahreszahl 1769

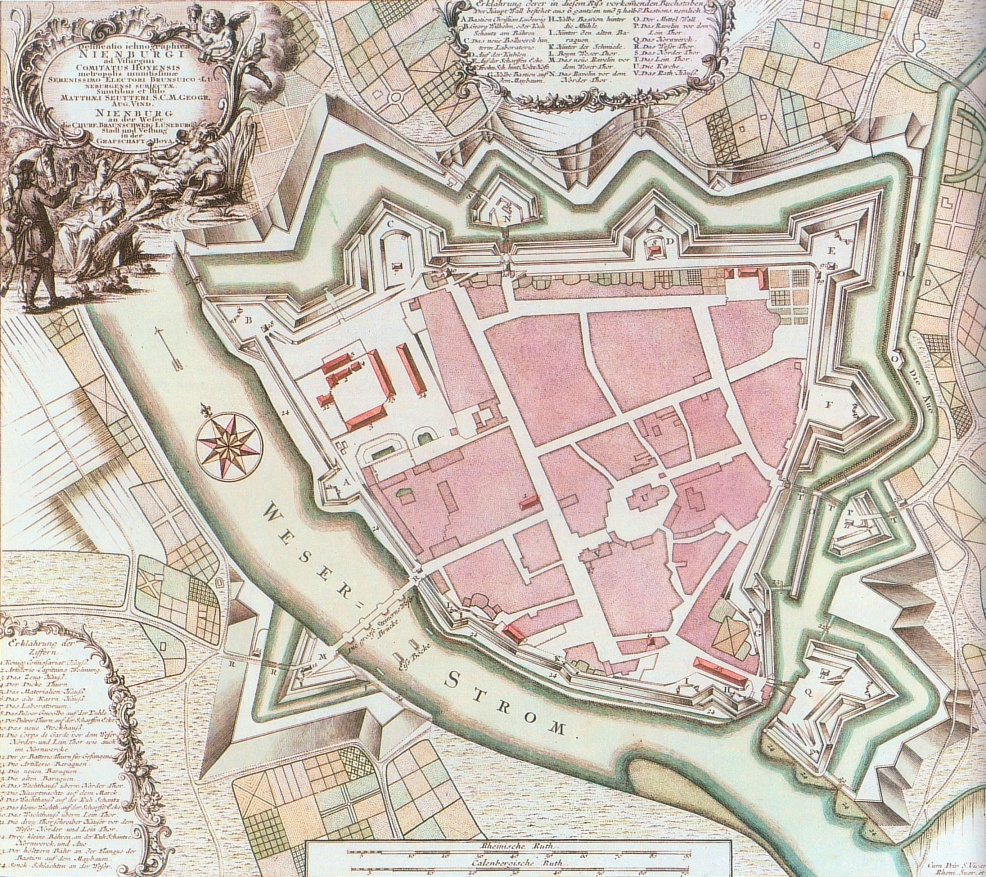
Plan der Stadt und der Festungsanlagen um 1736 von Matthäus Seutter

Im 18. Jahrhundert beschränkten sich die Baumaßnahmen an den Festungsanlagen anfangs auf die Instandhaltung, da Nienburg seit dem Dreißigjährigen Krieg eine lange Friedensphase erfahren hatte. Jedoch während des Siebenjährigen Krieges kam es zu einem erneuten Ausbau nach der Besetzung Nienburgs durch französische Truppen 1757. Da die Festungsanlagen nach Urteil des kurfürstlichen Offiziers Emmerich Otto August von Estorff in schlechtem baulichen Zustand waren, wurde 1759 der hannoversche Festungsbaumeister Georg Friedrich Dinglinger nach Nienburg beordert. Er veranlasste die Instandsetzung von Banketten und der Brustwehr sowie das Aufstellen von Palisaden. 1761 begutachtete der Militärtheoretiker Graf Wilhelm von Schaumburg-Lippe die Festung und machte Vorschläge zur Modernisierung. Das führte zum Bau von Notkasematten, die in Holz und Erde statt in Backstein errichtet wurden, und zu Arbeiten an den Außenwerken an der Nordseite.
1779 gab es einen ersten Hinweis auf eine Schleifung der Festungsanlagen durch eine Notiz des Fürsten an die Kriegskanzlei. Nienburg sollte als Festung nicht weiter finanziell gefördert werden und die Befestigungen sollten beseitigt werden. Eine Kommission unter Generalmajor Georg Josua du Plat erstellte 1779 dazu ein Gutachten. Nachdem 1780 der Beschluss zur Aufgabe der Festung Nienburg erging, erfolgten im selben Jahr die Schleifungsarbeiten.
Dabei wurde das Leintorravelin abgetragen, die Brustwehre entfernt, die Kanonen abgezogen, die Festungsgebäude verkauft oder vermietet. Die Schleifung erfasste aber nur Teile der Befestigung, während der Hauptwall um Nienburg mit seinen Bastionen erhalten blieb.

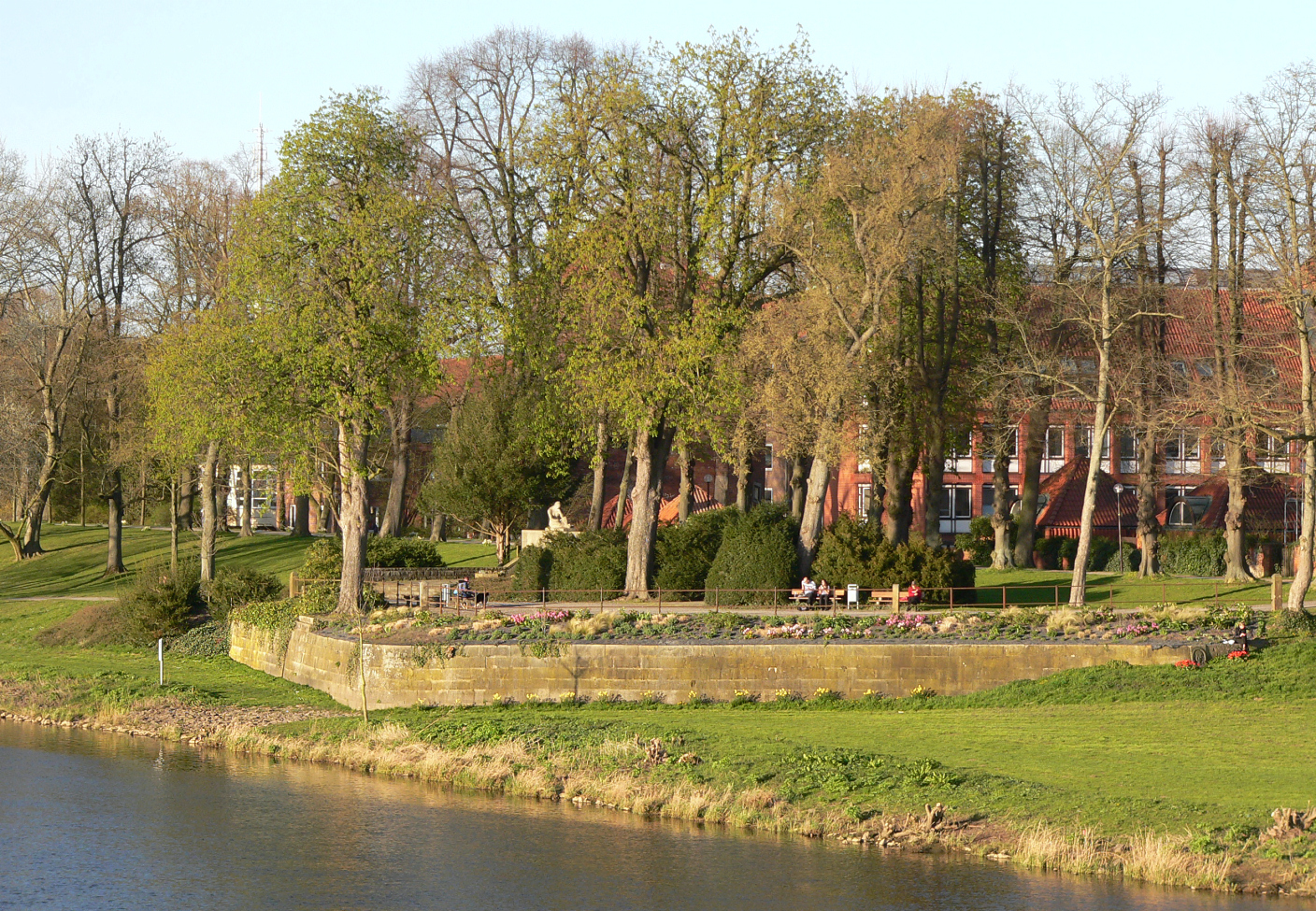
Erhaltenes, unteres Mauerwerk der spitzwinkligen Bastion Christian-Ludwig an der Weser
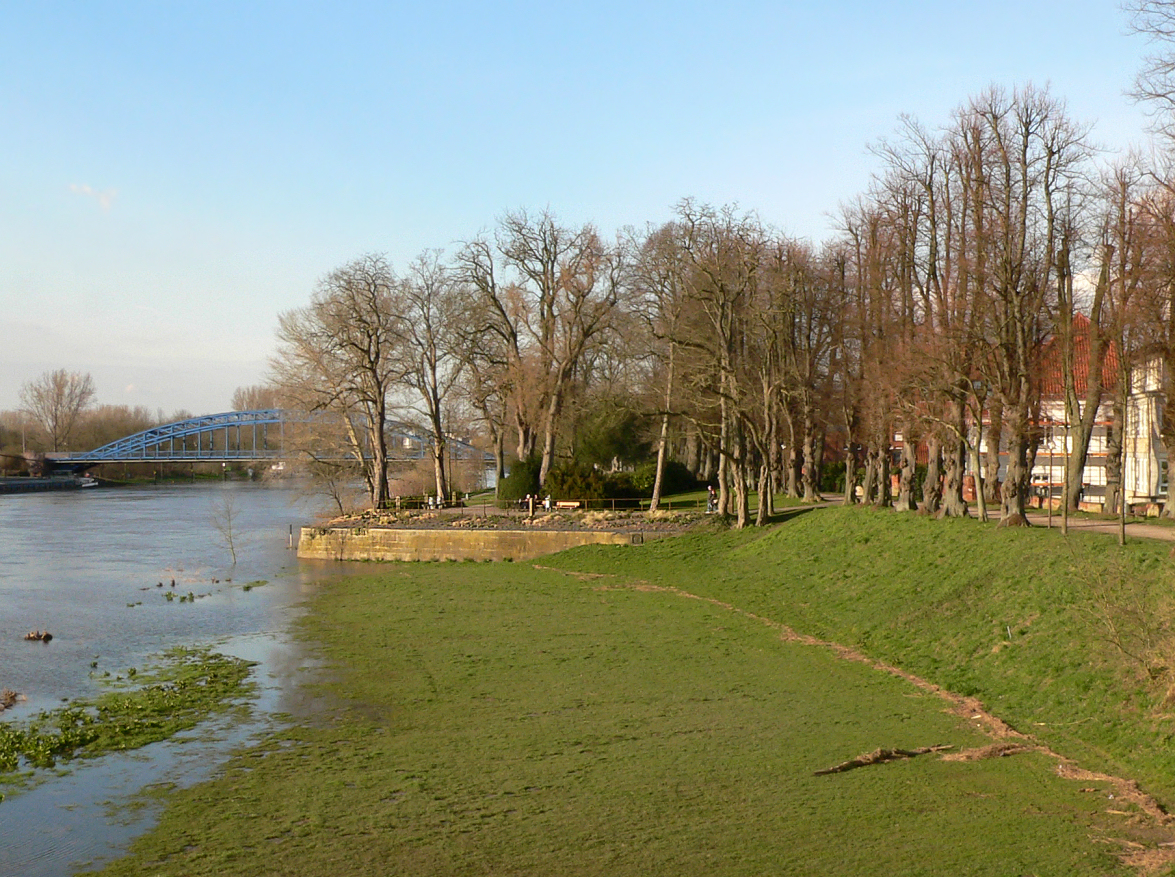
Festungswall mit der Bastion Christian-Ludwig
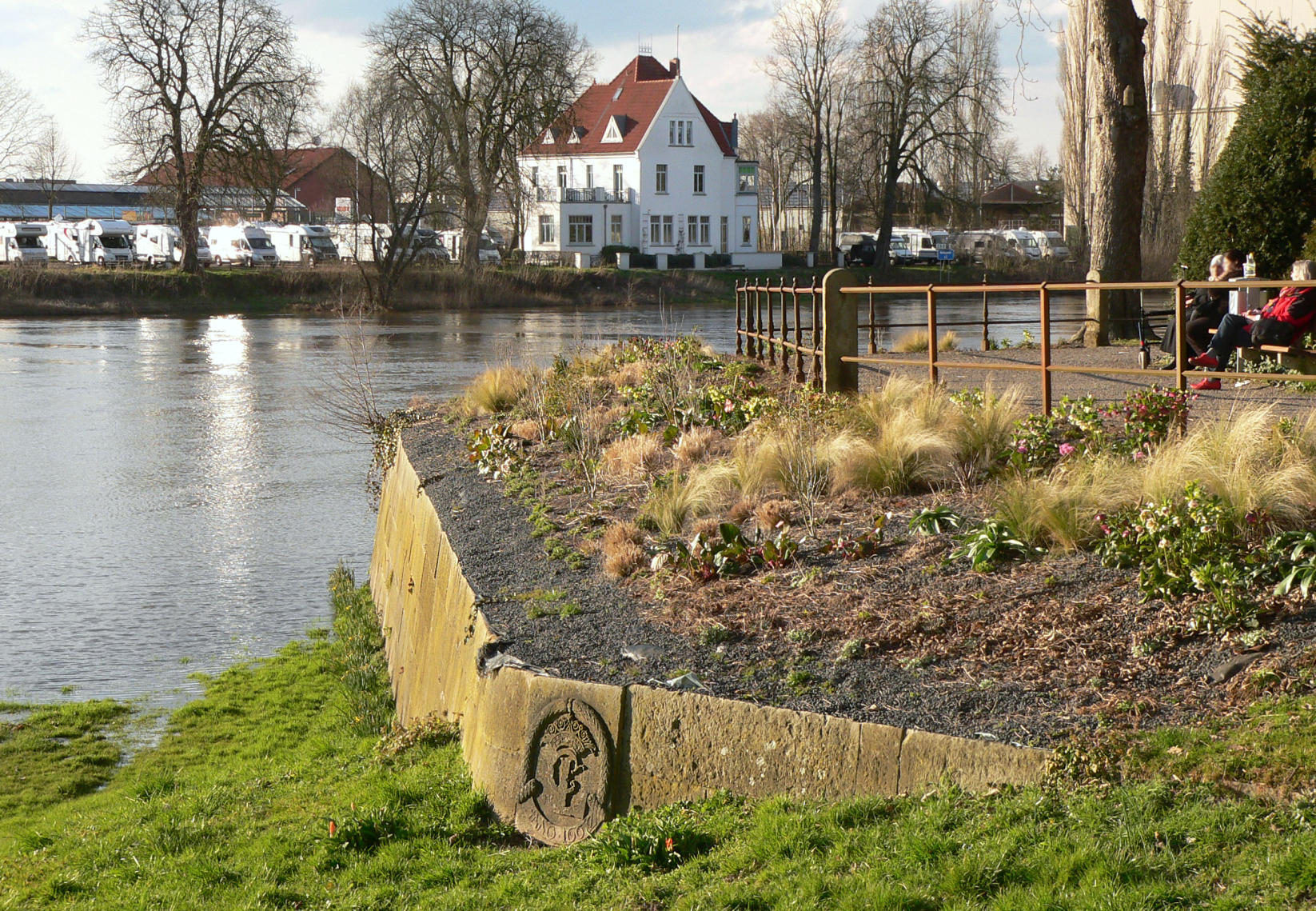
Gravierter Stein der Bastion Christian-Ludwig mit den Initialen „C L“ für Herzog Christian Ludwig und der Jahreszahl 1662

## Endphase der Festung und Schleifung
1803 zogen im Verlauf der napoleonischen Kriege französische Truppen unter Édouard Adolphe Mortier in Kurhannover ein und besetzten Nienburg. Während der bis 1805 anhaltenden französischen Besetzung wurden die Festungsbauarbeiten fortgesetzt, bei denen zeitweise 600 Arbeiter pro Tag eingesetzt wurden. Nachdem Preußen eine Allianz mit Frankreich eingegangen war, zogen 1806 preußische Truppen mit rund 2000 Mann in Nienburg ein. Unter ihrem Kommando kam es zu den letzten Arbeiten an den Festungsanlagen. Eine einschneidende Maßnahme war die Anordnung des Nienburger Festungskommandanten Ludwig von Strachwitz zur Einebnung von Gärten und Gebäuden rund um Nienburg. Damit sollten die Kanonen ein freies Schussfeld erhalten und Angreifern die Deckungsmöglichkeiten genommen werden. Infolge der Niederlage Preußens in der Schlacht bei Jena und Auerstedt übergab Ende 1806 von Strachwitz Stadt und Festung kampflos französischen Truppen unter Leone Baptiste Dumonceau. 4000 Preußen kamen in französische Gefangenschaft. Dafür wurde Strachwitz 1809 von einem Militärgericht zu vier Jahren Festungshaft verurteilt.
Die Franzosen begannen noch 1806 mit der Schleifung der Festungsanlagen. Dazu wurden in einer kurzen Hochphase bis zu 7000 Arbeiter eingesetzt; in der Regel waren es 200 bis 1500. Bei den Maßnahmen, die bis 1808 anhielten, wurden die Wälle und Bastionen und sonstige Befestigungen abgetragen, das Festungsterrain eingeebnet und Gräben zugeschüttet. Ebenso wurden Militärgebäude, wie Pulvermagazine und Kasernenbauten, abgerissen. Einzelne Bauteile wurden nicht völlig beseitigt, sondern blieben als Uferbefestigung und zum Hochwasserschutz ansatzweise erhalten. Dazu zählen Mauern der Bastion Christian Ludwig an der Weser, Mauern an der Mündung des Meerbaches in die Weser und das Mauerwerk der alten Weserbrücke, das als Ravelin des Brückenkopfs auf dem anderen Weserufer entstanden war.
Die Schleifung, die rund 18.000 Reichstaler an Ausgaben verursachte, erfolgte kostenneutral, da dieselbe Summe wieder durch den Materialverkauf eingenommen wurde. Auf den Festungswällen wurden in zwei Reihen Alleebäume gepflanzt, die eine Promenade bildeten und zum Teil noch heute erhalten sind. Dadurch wandelten sich die Wälle zu einem Grüngürtel um die Altstadt. 1820 entstand die letzte Karte der geschleiften Festung Nienburg. Sie wurde für die zivile Nachnutzung der Grundstücke angefertigt.

### Schleifungsbefehl
Obwohl die Schleifung bereits 1806 begann herrschen über den Termin des Befehls dazu unterschiedliche Auffassungen. Teilweise wird vermutet, dass er bereits kurz nach Übergang der Festung auf die Franzosen 1806 oder 1807 erlassen wurde. Überliefert ist ein Dekret Napoleons zur Schleifung der Festungen Hameln und Nienburg von 1808. Am 30. Juli 1808 meldete Nienburg nach Frankreich den Vollzug.